# Nhandu coloratovillosus
Nhandu coloratovillosus (лат.) — вид пауков-птицеедов из рода Nhandu.

## Описание

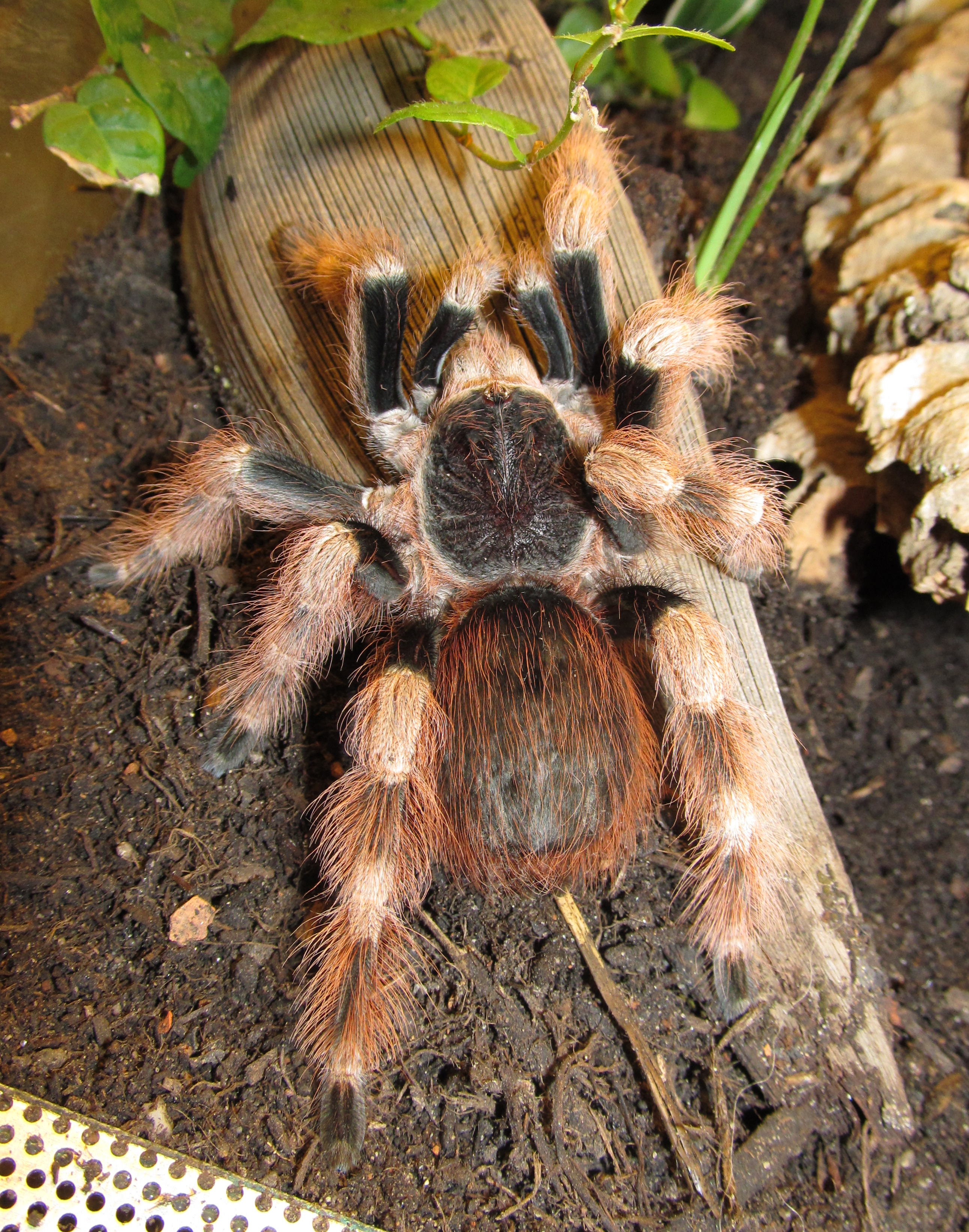
Субадультная самка

Редкий вид. Имеет чёрно-белые полосы на ногах, абдомен и ноги покрыты густыми и длинными красноватыми волосками. Самки достигают 7—9 см по телу и 16—18 см в размахе ног. Самцы достигают половой зрелости в 2—2,5 года, самки в 2,5—3,5 года. Как и все представители рода Nhandu, населяет саванны и пампасы Бразилии.

## Содержание в неволе
Паук содержится в горизонтальном террариуме, наличие укрытия необязательно. Требуется наличие 5 см слоя субстрата. Температура 26—28 °С, влажность 70—75 %. Питание составляет стандартные кормовые объекты: мучной червь, сверчки и тараканы.